# 夢ん中
「夢ん中」（ゆめんなか）は、小林旭のシングル。1978年2月25日発売。
『江戸プロフェッショナル・必殺商売人』と『必殺からくり人・富嶽百景殺し旅』の主題歌となった。坂本冬美がカバーして1995年12月13日に発売している（オリコン最高67位）。

## 収録曲
1. 夢ん中
  - 作詞：阿久悠、作曲：森田公一、編曲：EDISON
2. 愁冬歌
  - 作詞：丹古晴巳、作曲：中川博之、編曲：安形和巳

## 収録アルバム
- 小林旭II（#2）
- GOLDEN☆BEST 小林旭 マイト・ガイ・デラックス（#1）
- 小林旭 コンプリートシングルズ Vol.5（#1、#2）
- 小林旭全曲集（ファーストディストリビューション）（#1）
- 小林旭　大全集～渡り鳥 AKIRA 50 HISTORY（#1）
- 必殺シリーズ オリジナル・サウンドトラック全集 10. 江戸プロフェッショナル・必殺商売人／必殺からくり人・富嶽百景殺し旅（#1）
- GOLDEN☆BEST 森田公一 ヒット&シングルコレクション（#1、丸山雅仁編曲によるセルフカバー。）

## カバー
- 坂本冬美 : シングル (1995年12月13日)
- JERO : アルバム『JERO COVERS 5』(2012年) に収録